# Бианка Бентивольо
Вижте пояснителната страница за други личности с името Бианка.
Бианка Бентивольо (на италиански: Bianca Bentivoglio, * 25 март 1467, † 1519, Модена) е чрез брак господарка на Спиламберто и Кординяно. 

## Произход
Тя е дъщеря на Джовани II Бентивольо (* 1443, † 1508), фактически господар на Болоня, и на съпругата му Джиневра Сфорца (* 1440, † 1507). Има петнадесет братя и сестри, сред които:
- Франческа (* 1468, † 1504), господарка на Фаенца като съпруга на Галеото Манфреди, съпруга и на Гуидо II Торели, бившо религиозно лице, кондотиер
- Анибале II (* 1469, † 1540), господар на Болоня (1511 – 1512), кондотиер, съпруг на Лукреция д'Есте
- Антонгалеацо (* 1472, † 1525), прелат
- Алесандро (* 1474, † 1532), граф на Кампаня, съпруг на Иполита Сфорца
- Ермес (* 1475, † 1513), кондотиер, пфалцграф (1498), съпруг на Якопа Орсини
- Камила (* 1480, † 1529), съпруга на Пиро Гонзага, кондотиер, граф на Родиго (1499 – 1521), сеньор на Боцоло (1527 – 1529) и на Сан Мартино дал'Арджине (1527 – 1529)
- Изота, монахиня в манастира „Корпус Домини“ в Болоня
- Елеонора (* XV век, † 1540), съпруга на Гердхарт III Пий Савойски, съгосподар на Капри, капитан на Болоня

- Лаура († 1523), съпруга на Джовани Гонзага, кондотиер, господар на Весковато, с когото  поставя началото на клона Гонзага ди Весковато
- Виоланте, господарка на Римини като съпруга на Пандолфо IV Малатеста, кондотиер.

Има и един полубрат и една полусестра от първия брак на майка си.

## Брак и потомство
∞ 29 септември 1481 за Николо Мария Рангони (*1455, † 1500), , от когото има четири сина и две дъщери:
- Лудовико Рангони († 1522), владетел на Спиламберто, ∞ за Барбара Палавичино ;
- Джиневра Рангони (* 1487, † 1540), ∞ за Алоизио Гонзага, маркиз на Кастел Гофредо;
- Гуидо II Рангони (* 1485 1539), владетел на Спиламберто, ∞ за Арджентина Палавичино;
- Антонио Галеацо Рангони († 1508), владетел на Спиламберто, воюва във венецианската армия през 1508 г.;
- Джироламо Рангони († 1508), владетел на Спиламберто, воюва във венецианската армия през 1508 г.;
- Анибале Рангони († 1523), господар на Спиламберто, капитан на папската гвардия през 1513 г.;
- Ерколе Рангони (*1491, † 1527), владетел на Спиламберто и религиозно лице, става камериер на папа Лъв X, епископ на Адрия от 1519 до 1524 г. и на Модена от 1509 до 1527 г ;
- Франческо Рангони († 1526), господар на Спиламберто,през 1524 г. служи във френската армия, а през 1525 г. във венецианската; ∞ 1. за Фиамета Апиано д'Арагона 2. за Касандра Колалто,
- Алесандро Рангони († 1522), владетел на Спиламберто; Йерусалимски рицар;
- Костанца Рангони (*1495, † 1567), ∞ 1. за граф Томазо Калканини от Ферара 2. за граф Чезаре Фрегозо .

## В изкуството
Заедно със семейството си е изобразена на олтарната картина „Бентивольо“ от Лоренцо Коста .
Бианка и нейният съпруг са изобразени на олтарна картина от Франческо Бианки Ферари, съхранявана в галерия Естенсе  .